# Hainaut Volley
Maillots
Le Hainaut Volley est un ancien club féminin de volley-ball français basé à Valenciennes. Il évoluait en Ligue A (1er niveau national).

## Historique
- Création de la section volley-ball du club omnisports de l'Union Sportive Valenciennes-Anzin en 1948
- 1996, le club adopte son nom actuel

- À l'issue de la saison 2004/2005 l'équipe termine 2e de Nationale 1 et monte en PRO A Féminine, le plus haut niveau français
- À l'issue de la saison 2005/2006 l'équipe termine 8e de la saison régulière de Pro A Féminine plus haut niveau français), accède aux px play off sans pouvoir aller au match pour la 5e place (rang: 8e?)
- À l'issue de la saison 2006/2007 l'équipe termine 9e de la saison régulière de Pro A Féminine  (plus haut niveau français)
- À l'issue de la saison 2007/2008 l'équipe termine 7e de Pro A Féminine (plus haut niveau français)
- À l'issue de la saison 2008/2009 l'équipe est reléguée sportivement en Nationale 1 Féminine
- Lors de la saison 2009/2010 l'équipe évolue en Nationale 1 Féminine
- À l'issue de la saison 2010-2011 les filles évoluaient en Nationale 1 Féminine et accèdent au plus haut niveau français, la Ligue A
- À l'issue de la saison 2012-2013 l'équipe reléguée sportivement en Division Élite Féminine, est repêchée à la suite de la relégation administrative de Calais.
- À l'issue de la saison 2014-2015, le club est placé en liquidation judiciaire et disparaît[1]. Un nouveau club, le Volley Club Valenciennes, est créé pour reprendre l'activité en amateur. Il démarre le championnat 2015-2016 en Championnat des Flandres en Pré-Nationale[2].

## Bilan saison par saison
| Saison      | Division | Division    | Saison régulière | Saison régulière | Phase finale | Phase finale | Coupe de France |
| ----------- | -------- | ----------- | ---------------- | ---------------- | ------------ | ------------ | --------------- |
| Saison      | Niveau   | Nom         | Class.SR         | V-D              | Play-offs    | V-D          | Coupe de France |
| 1999-2000   | 5e       | Nationale 2 | 5e (poule B)     | 12 - 10          | -            | -            | ?               |
| 2000-2001   | 3e       | Nationale 2 | 4e (poule B)     | 8 - 10           | -            | -            | ?               |
| 2001-2002   | 3e       | Nationale 2 | 3e (poule B)     | 17 - 5           | -            | -            | ?               |
| 2002-2003   | 3e       | Nationale 2 | 1er (poule B)    | 21 - 1           | 3e           | 0 - 2        | ?               |
| 2003-2004   | 2e       | Nationale 1 | 3e (poule B)     | 5 - 3            | 3e           | 10 - 6       | ?               |
| 2004-2005   | 2e       | Nationale 1 | 3e (poule B)     | 5 - 3            | 3e           | 10 - 6       | ?               |
| 2005-2006   | 1re      | Pro A       | 7e               | 8 - 12           | 7e (poule A) | 0 - 6        | ?               |
| 2006-2007   | 1re      | Pro A       | 9e               | 11 - 13          | -            | -            | ?               |
| 2007-2008   | 1re      | Pro A       | 8e               | 10 - 16          | -            | -            | ?               |
| 2008-2009   | 1re      | Pro A       | 12e              | 10 - 16          | -            | -            | 1/4 de finale   |
| 2009-2010   | 2e       | Nationale 1 | 2e (poule A)     | 19 - 3           | 1/2 finale   | 1 - 1        | ?               |
| 2010-2011   | 2e       | Excellence  | 2e               | 17 - 5           | -            | -            | ?               |
| 2011-2012   | 1re      | Ligue A     | 7e               | 8 - 14           | 6e           | 2 - 3        | 1/8e de finale  |
| 2012-2013   | 1re      | Ligue A     | 11e              | 9 - 13           | -            | -            | 1/4 de finale   |
| 2013-2014   | 1re      | Ligue A     | 10e              | 8 - 14           | -            | -            | 1/8e de finale  |
| 2014-2015   | 1re      | Ligue A     | 10e              | 6 - 16           | -            | -            | 1/8e de finale  |
| Liquidation |          |             |                  |                  |              |              |                 |

## Effectifs

### Saison 2013-2014
| No                                     | Nom                                    | Date de naissance                      | Taille                         | Poids                          | Poste                          |
| -------------------------------------- | -------------------------------------- | -------------------------------------- | ------------------------------ | ------------------------------ | ------------------------------ |
| 1                                      | Ludmilla Lican                         | 5 février 1990                         | 178                            | 69                             | Attaquante                     |
| 2                                      | Maja Burazer                           | 20 mars 1988                           | 188                            |                                | Attaquante                     |
| 3                                      | Julie Lenglemez                        | 3 juin 1994                            | 169                            |                                | Libero                         |
| 4                                      | Micheli Tomazela Pissinato             | 28 mars 1984                           | 184                            |                                | Centrale                       |
| 5                                      | Alison Landwehr                        | 6 octobre 1990                         | 183                            |                                | Passeuse                       |
| 7                                      | Astrid Souply                          | 11 janvier 1994                        | 191                            |                                | Réceptionneuse-attaquante      |
| 10                                     | Johanna Vieira Edberg                  | 19 décembre 1987                       | 164                            |                                | Libero                         |
| 11                                     | Natasa Sevarika                        | 27 janvier 1988                        | 188                            |                                | Attaquante                     |
| 15                                     | Ana Mirtha Correa                      | 19 janvier 1985                        | 186                            | 71                             | Centrale                       |
| 16                                     | Martina Jelinkova                      | 1er mai 1989                           | 183                            |                                | Passeuse                       |
| 17                                     | Lydia Oulmou                           | 2 février 1986                         | 187                            | 70                             | Centrale                       |
|                                        |                                        |                                        |                                |                                |                                |
| Encadrement technique                  | Encadrement technique                  |                                        | Légende                        | Légende                        | Légende                        |
| Entraîneur : Badis Oukarache           | Entraîneur : Badis Oukarache           | Entraîneur : Badis Oukarache           | : Capitaine                    | : Capitaine                    | : Capitaine                    |
| Entraîneur(s) adjoint(s) : Félix André | Entraîneur(s) adjoint(s) : Félix André | Entraîneur(s) adjoint(s) : Félix André | : Joueuse blessée actuellement | : Joueuse blessée actuellement | : Joueuse blessée actuellement |